# Negibljivi disk
Negibljivi disk (angleško Solid-state drive, okrajšava SSD) je naprava za shranjevanje informacij, ki deluje podobno kot USB ali pa DRAM pomnilnik. SSD je bolj sposoben naslednik trdih diskov. SSD za razliko nima diska, prav tako nima gibljivih delov. 
Prednosti SSD:
- Precej krajši dostopni čas in krajša latenca
- Hitrejši prenos podatkov, tipično od 100 MB/s do 600 MB/s
- Manjša poraba energije, ugodno za prenosnike
- Manjše segrevanje
- Brezšumno delovanje
- Večja odpornost na udarce

Slabosti SSD:
- Omejeno število ciklov pisanja, vendar dovolj za običajnega uporabnika
- Višja nakupna cena na enoto shranjenih podatkov v primerjavi s trdimi diski

Trenutno imajo SSD-ji manjše kapacitete kot trdi diski, vendar cene obeh padajo in kapacitete obeh rastejo. 
Na voljo je več vmesnikov:
- Serijski SCSI  (SAS, > 3,0 Gbit/s) po navadi na strežnikih
- Serial ATA (SATA, > 1,5 Gbit/s)
- PCI Express (PCIe, > 2,0 Gbit/s)
- Fibre Channel (> 200 Mbit/s)skoraj izključno na strežnikih
- USB (> 1.5 Mbit/s)
- Parallel ATA (IDE, > 26.4 Mbit/s) redko, večinoma ga je nasledila  SATA[5][6]
- (Paralelni) SCSI (> 40 Mbit/s) večinoma na strežnikih, večino teh enot je nasledil SAS; zadnja enota predstavljena leta 2004[7]

Obstajajo tudi hibridni diski, ki so zgrajeni iz klasičnega trdega diska in SSD diska manjše kapacitete. Najbolj pogosto uporabljeni podatki se shranijo v SSD-ju. Hibridni diski imajo boljše sposobnosti kot trdi diski, vendar slabše kot povsem SSD.
Leta 2009 so prodali 11 milijonov SSD enot, leta 2011 17,3 milijona, leta 2012 39 milijonov, leta 2016 naj bi jih prodali okrog 200 milijonov.